# Gallimard
Éditions Gallimard  é um prestigioso grupo editorial francês, fundado em 1919 a partir da revista literária Nouvelle Revue Française.  Até  1919 chamava-se Éditions de la Nouvelle Revue française e até 1961, Librairie Gallimard
A editora foi fundada por Gaston Gallimard em  1911. Atualmente é dirigida por Antoine Gallimard.

## Coleções
- Bibliothèque de la Pléiade
- Découvertes Gallimard